# Bombyx du chêne
Lasiocampa quercus
Espèce
Le Bombyx du chêne ou Minime à bandes jaunes (Lasiocampa quercus) est une espèce de lépidoptères (papillons) appartenant à la famille des Lasiocampidae, à la sous-famille des Lasiocampinae et au genre Lasiocampa.

## Description
Envergure : de 5 jusqu'à près de 8 cm chez la femelle ; dimorphisme sexuel prononcé : les mâles sont toujours plus foncés que les femelles et leur abdomen est étroit. Beaucoup de variations (polymorphisme) peuvent être dues aux conditions locales du milieu.
- Chenilles : éclosent en septembre et passent l'hiver en diapause ; elles en sortent en mars et se nymphosent autour de mai-juin. Elles muent plusieurs fois avant et après la diapause, changeant notablement d'apparence.

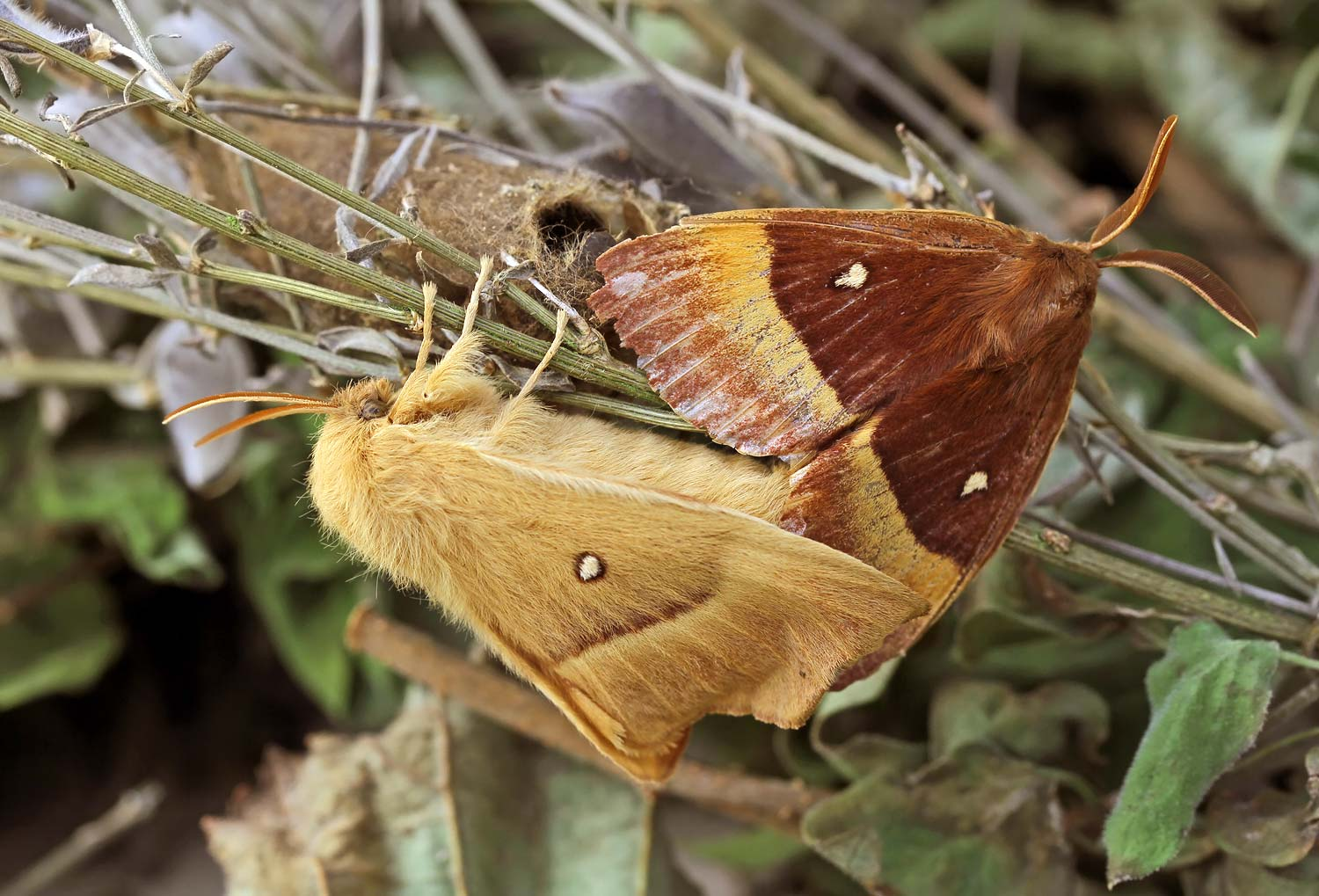
Accouplement
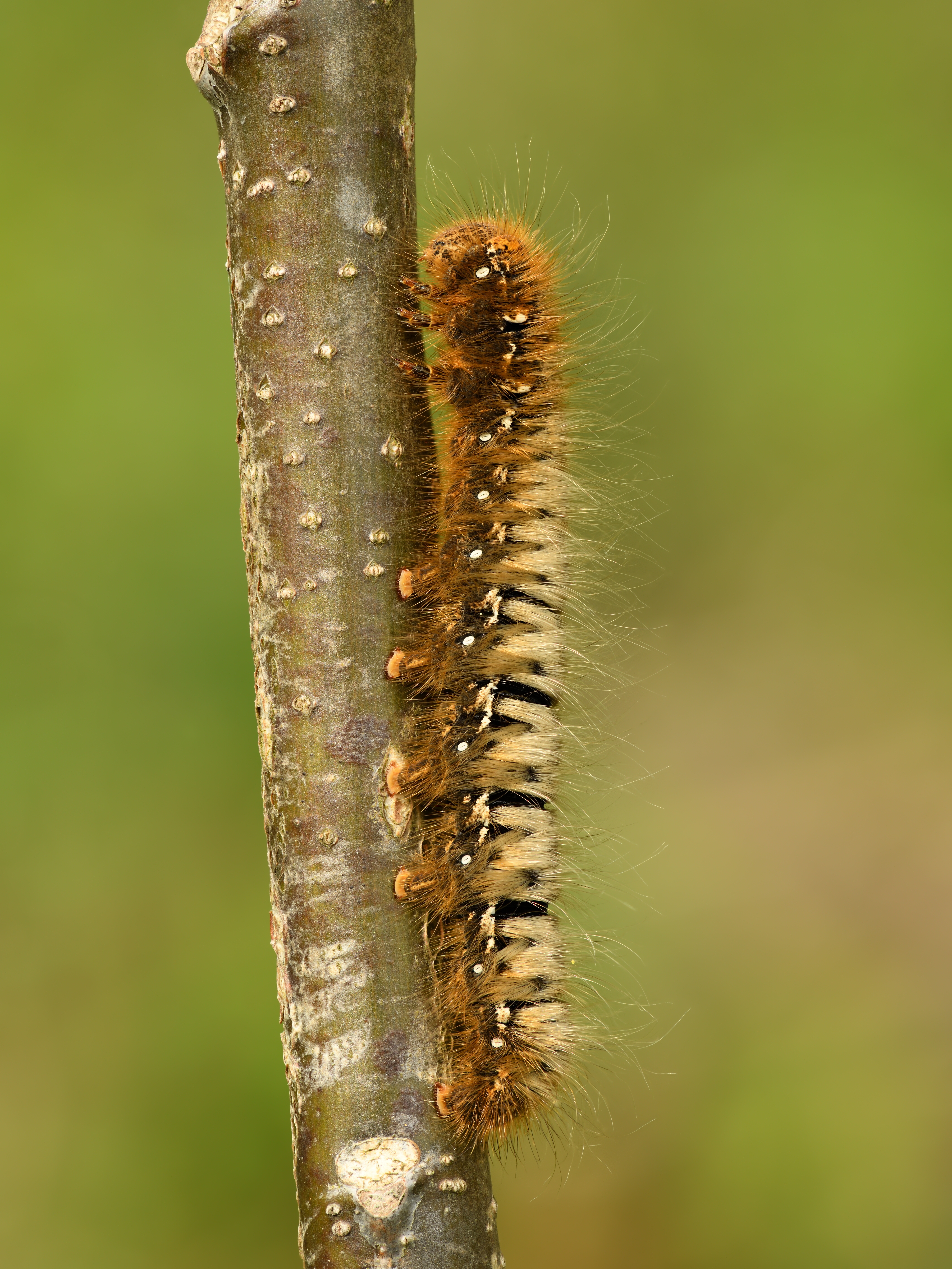
Chenille du Bombyx du chêne
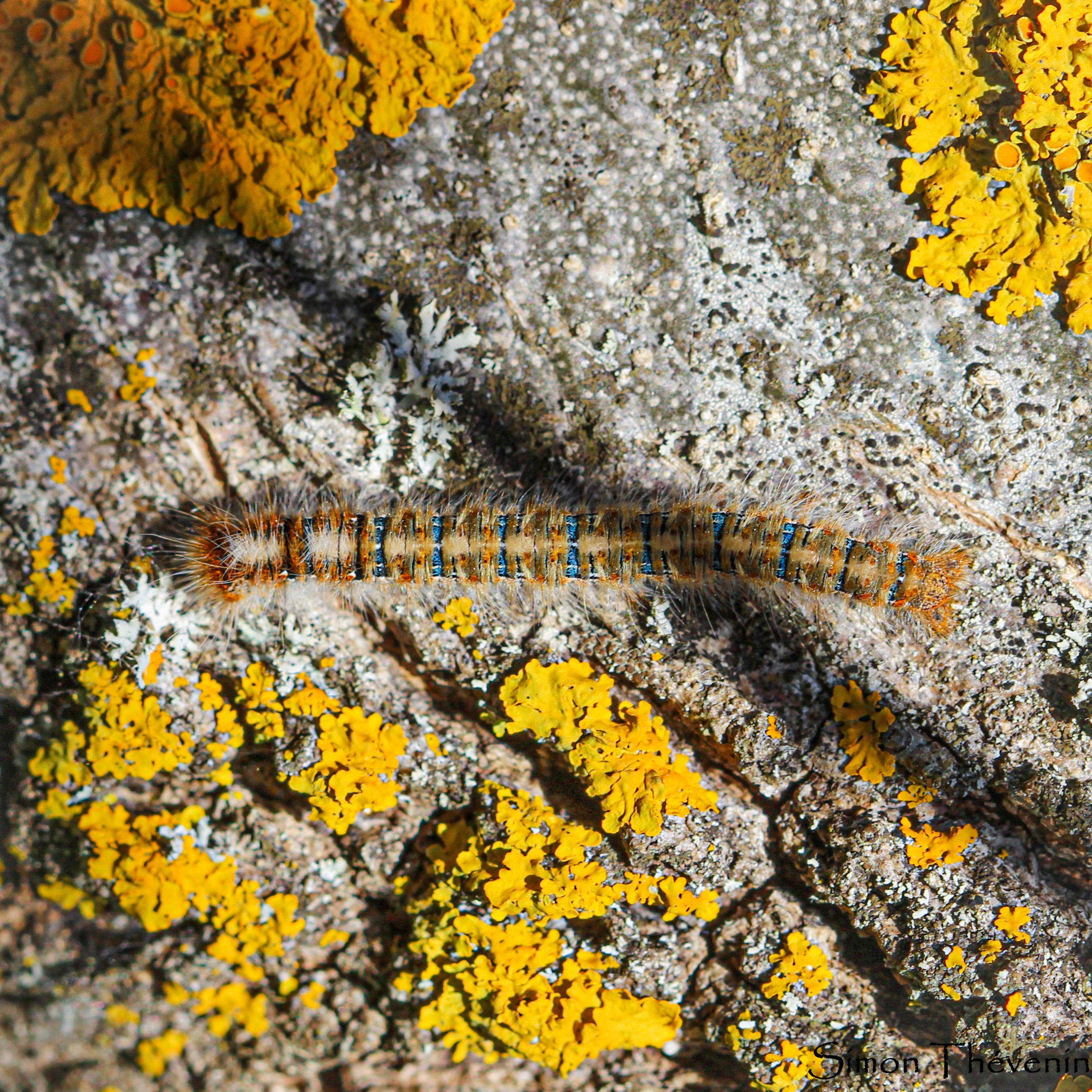
Chenille de Lasiocampa quercus quercus (Bombyx du Chêne)
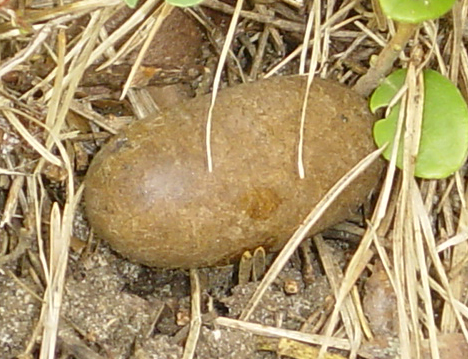
Chrysalide
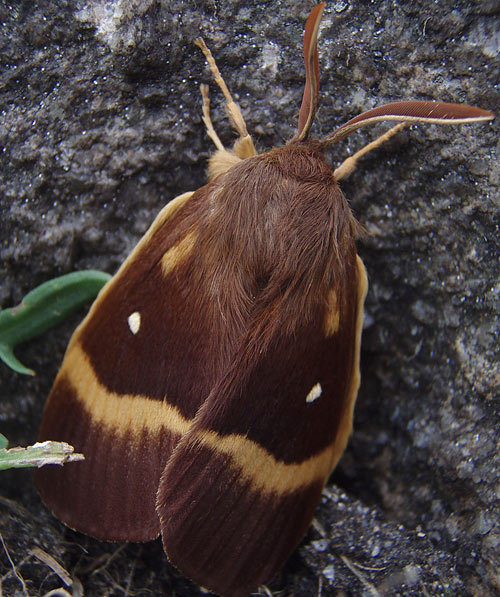
Mâle
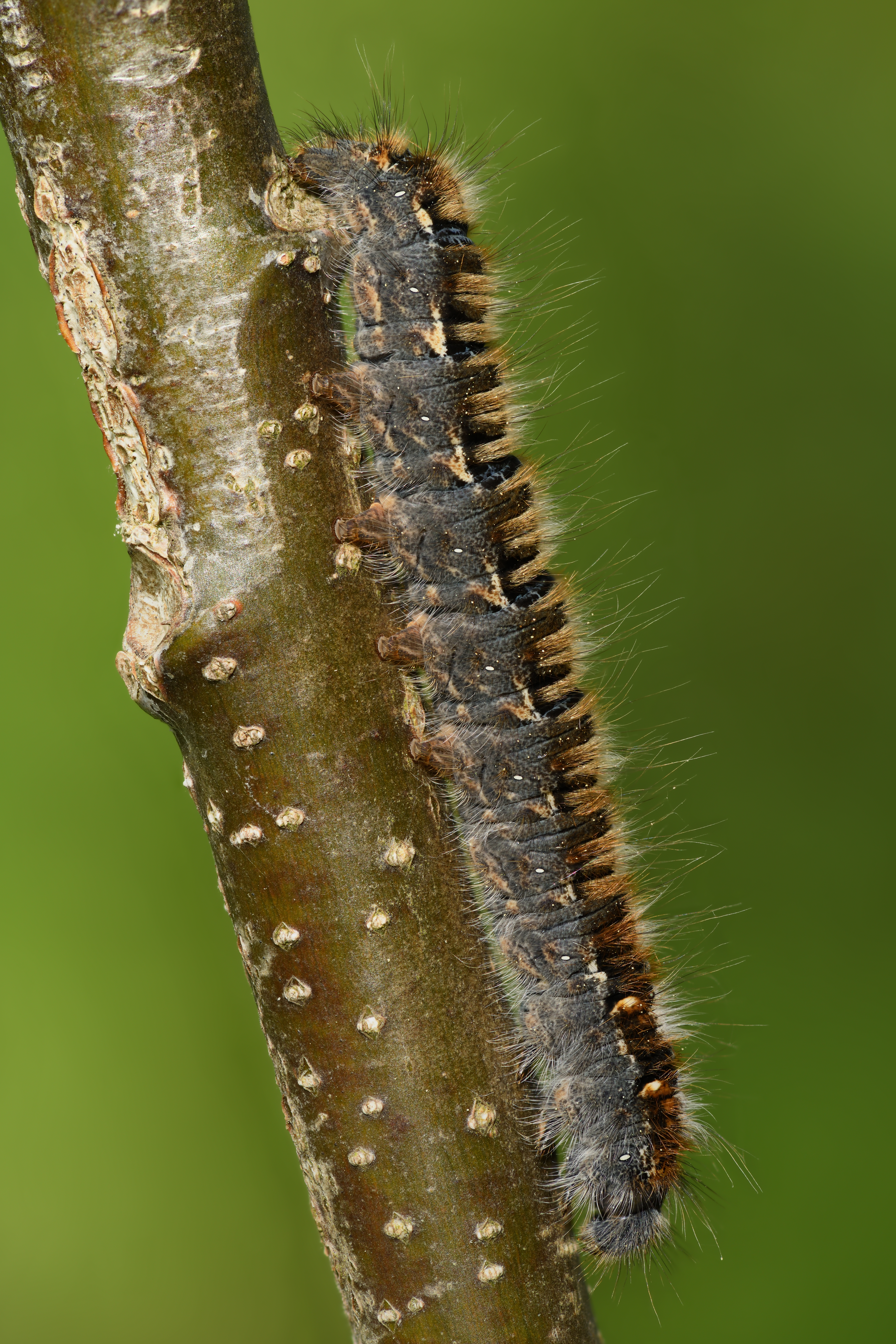
Chenille du bombyx de profil.
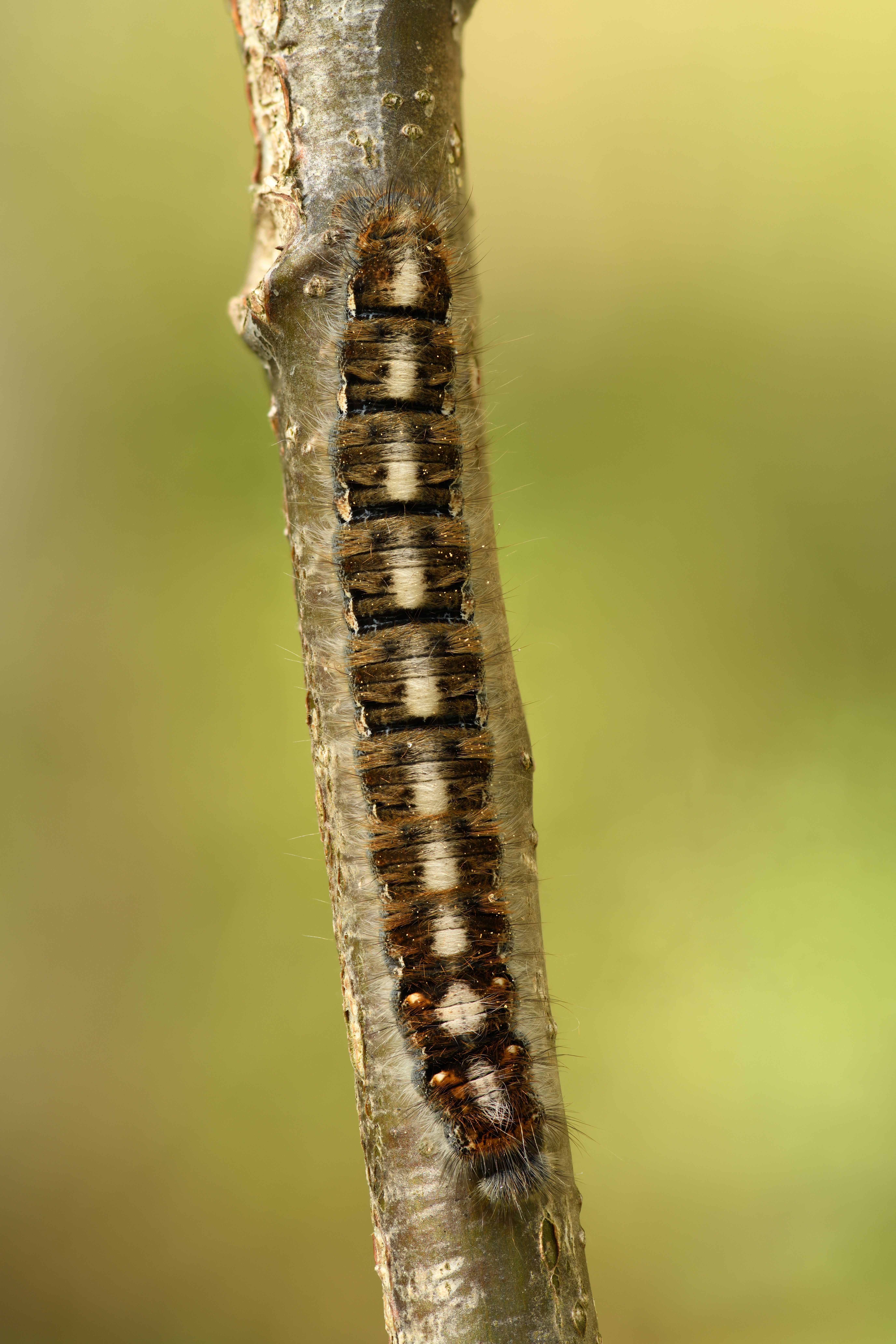
La même de dessus. Sa longueur est de 53 mm.

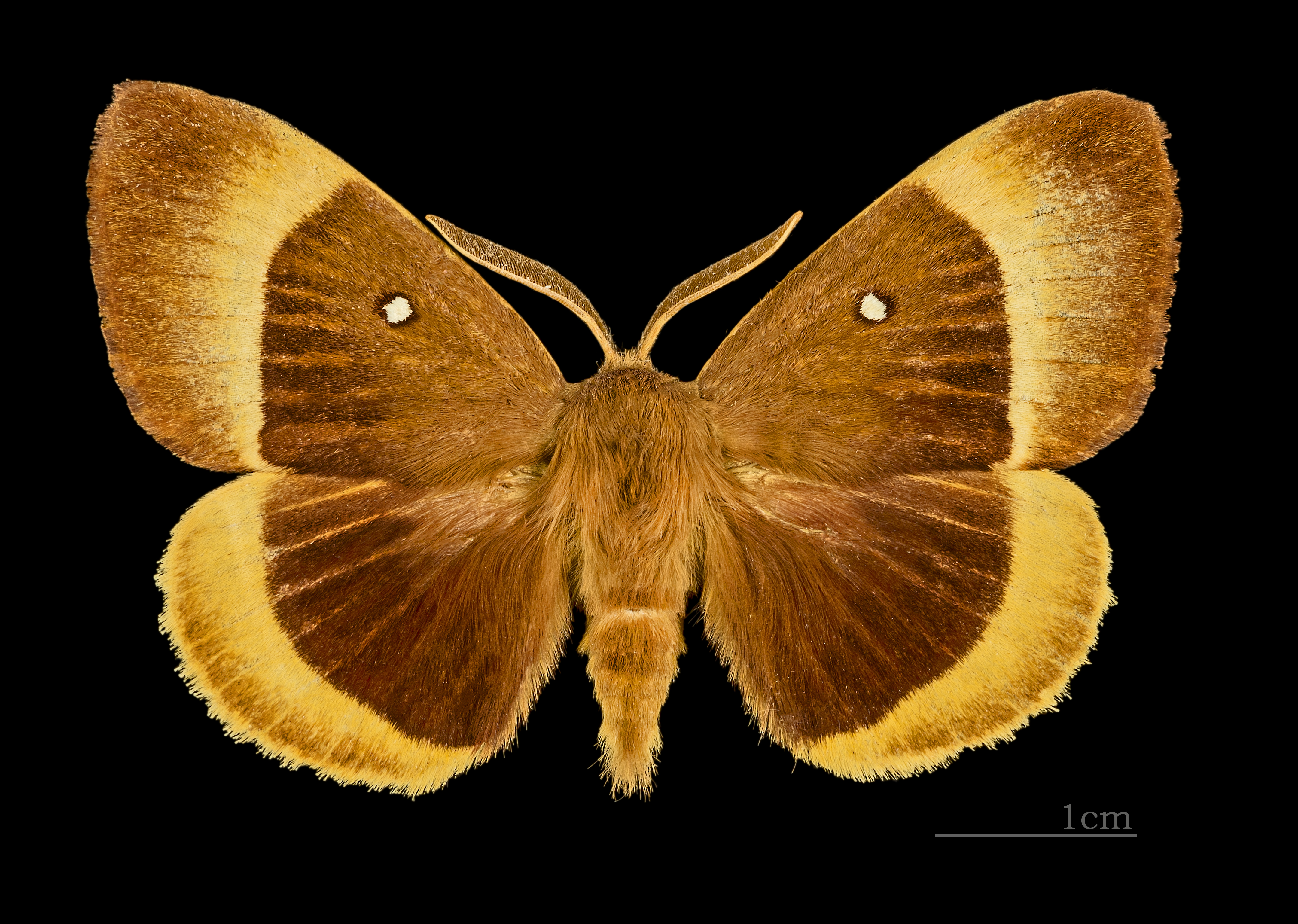
Face dorsale du mâle MHNT
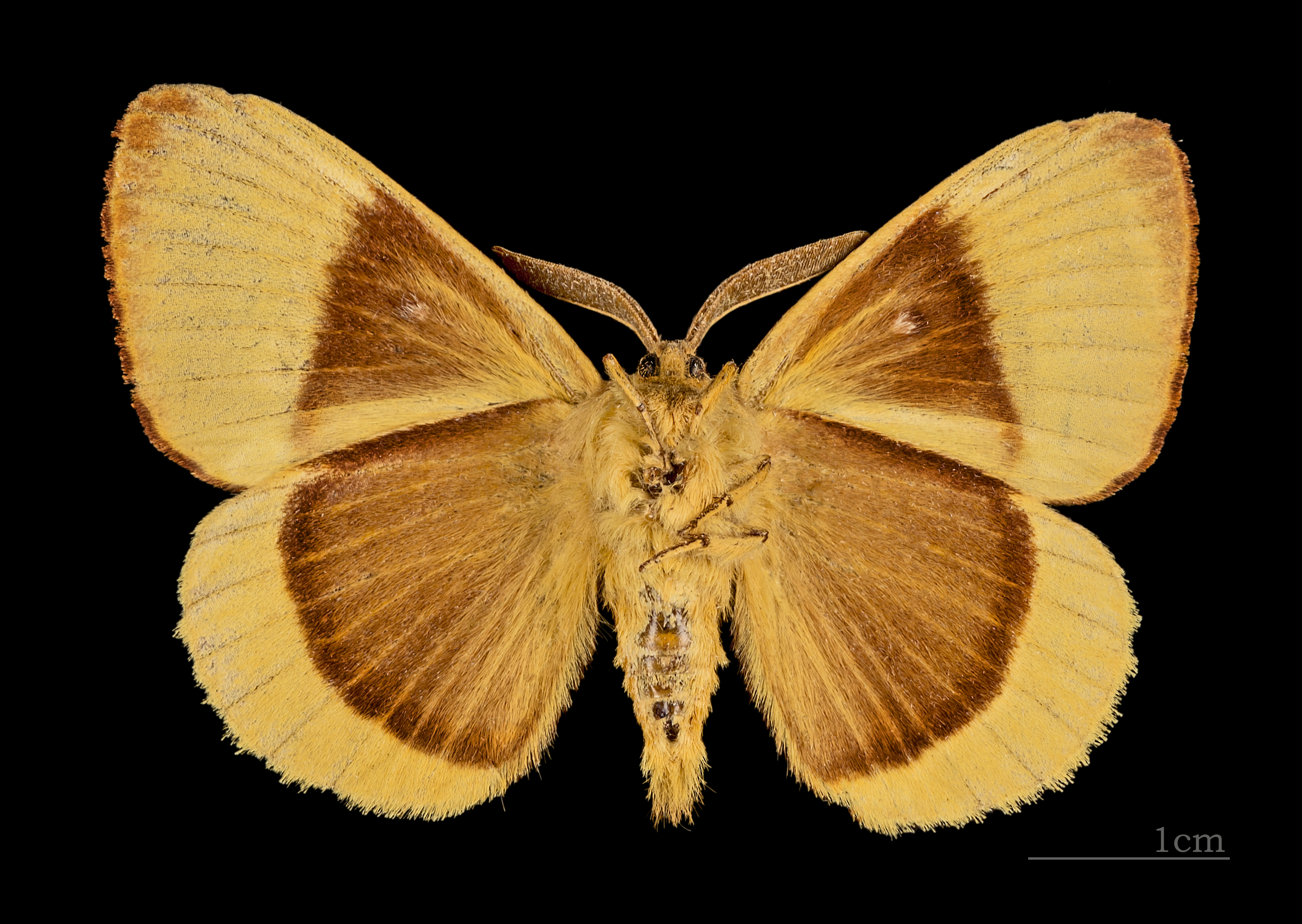
Revers du mâle MHNT
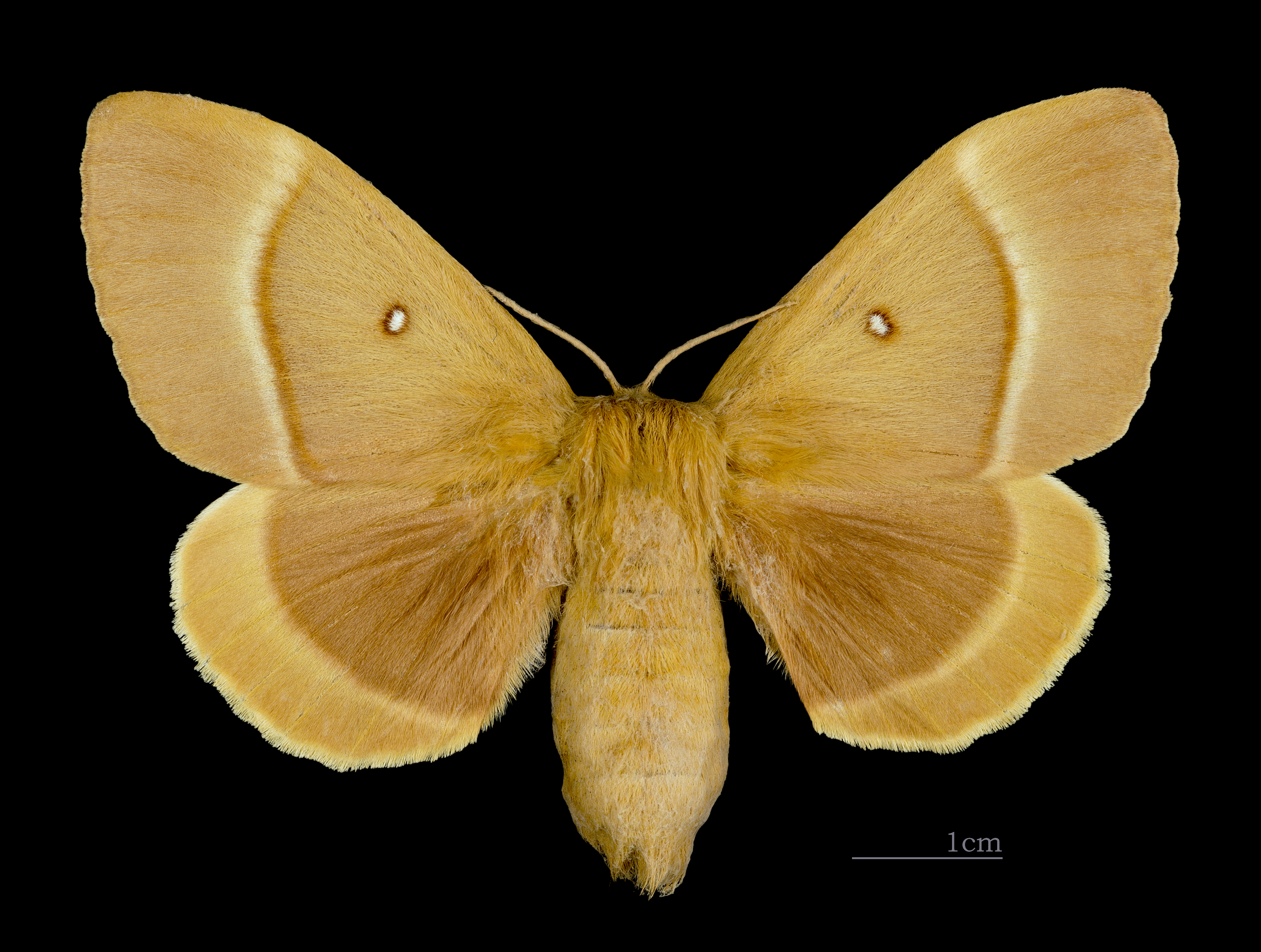
Face dorsale de la femelle MHNT
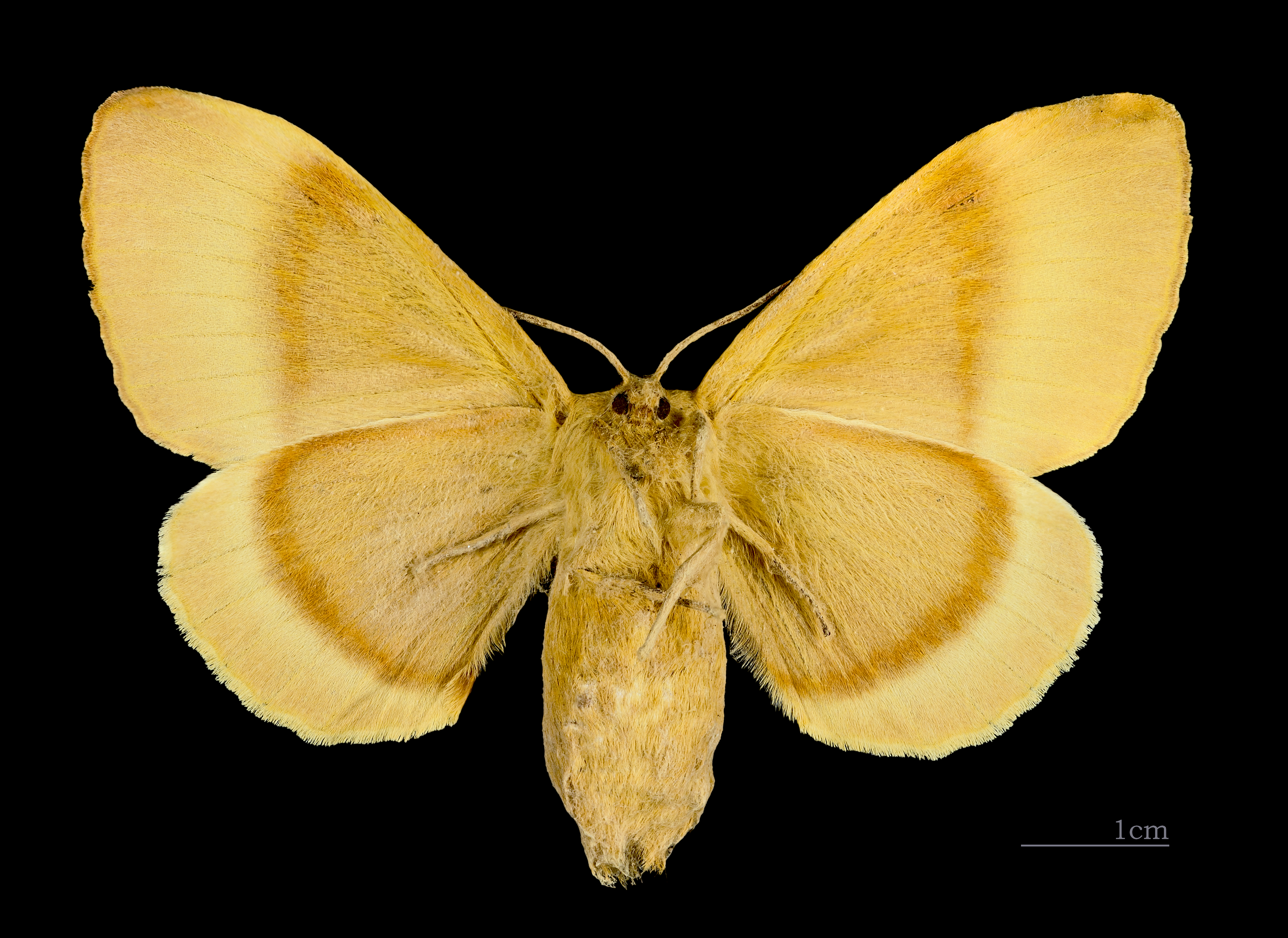
Revers de la femelle MHNT

## Répartition et habitat
Répartition
de l’Europe aux monts Altaï, partout en France métropolitaine.
Habitat
bois, friches, landes.

## Comportement
- Période de vol : le papillon vole de juin à septembre en une seule génération, le mâle est actif le jour, à partir de 14 heures environ, surtout vers 16/17 heures[1], son vol est rapide et zigzagant ; la femelle vole seulement la nuit, souvent après avoir été fécondée (les mâles sont vivement attirés par les phéromones qu'elle émet).

## Biologie
- La chenille est polyphage : elle consomme les feuilles et jeunes pousses de nombreuses espèces d'arbres fruitiers et des forêts (dont des chênes), de nombreux arbustes.

## Systématique
L'espèce a été décrite  par le naturaliste suédois Carl von Linné en 1758, sous le nom initial de Phalaena quercus.

### Synonymie
- Phalaena quercus Linné, 1758 Protonyme
- Lasiocampa roboris Schrank, 1801
- Lasiocampa spartii Hübner, 1803
- Lasiocampa guillemotii Trimoulet, 1858
- Lasiocampa viburni Guenée, 1858
- Lasiocampa catalaunica Staudinger, 1871
- Lasiocampa lapponica Fuchs, 1880
- Lasiocampa tenuata Fuchs, 1880
- Lasiocampa burdigalensis Gerhard, 1882
- Lasiocampa dalmatina Gerhard, 1882
- Lasiocampa subalpina Agassiz, 1900
- Lasiocampa meridionalis Tutt, 1901
- Lasiocampa agsutilinea Valle, 1930
- Lasiocampa montana Bergmann, 1953
- Lasiocampa scopolii Carnelutti & Michieli, 1960

### Noms vernaculaires
- Bombyx du chêne
- Minime à bandes jaunes